# Eutropis borealis
Eutropis borealis — вид сцинкоподібних ящірок родини сцинкових (Scincidae). Ендемік Філіппін.

## Поширення і екологія
Eutropis borealis мешкають на півночі Філіппінського архіпелагу, зокрема на островах Лусон, Катандуанес, Полілло, Батанес та Бабуян. Вони живуть у вологих і сухих тропічних лісах, трапляються на плантаціях, на висоті до 1500 м над рівнем моря. Відкладають яйця, у кладці 2—4 яйця.